# Derrick Green
Derrick Leon Green (ur. 20 stycznia 1971 w Cleveland) – amerykański wokalista i gitarzysta, od 1997 frontman brazylijskiego zespołu metalowego Sepultura.
Karierę muzyczną rozpoczął w 1987. W latach dziewięćdziesiątych był wokalistą kilku amerykańskich zespołów hardcore punkowych, takich jak Outface, Overfiend, Krop Acid i Alpha Jerk. W 1997 został przyjęty do Sepultury, poszukującej wokalisty i gitarzysty rytmicznego w miejsce dotychczasowego lidera Maxa Cavalery. Jest jedynym obcokrajowcem w historii zespołu. W latach 2008–2011 występował w zespole Musica Diablo, którego był założycielem.
Green wystąpił gościnnie na kilku albumach, m.in. na Integrity 2000 Integrity i Uncivilization Biohazard. Jest autorem ścieżki dźwiękowej do brazylijskiego filmu Lisbela e o Prisioneiro.
Nie jest żonaty, ma dwoje starszego rodzeństwa. Od 12 roku życia pozostaje wegetarianinem. Studiował medycynę na Uniwersytecie Alabama. Zamieszkał w São Paulo, zna język portugalski.

## Dyskografia
| - Sepultura - Against (1998) - Nation (2001) - Revolusongs (2002) - Roorback (2003) - Live in São Paulo (2005) - Dante XXI (2006) - A-Lex (2009) - Kairos (2011) - The Mediator Between Head and Hands Must Be the Heart (2013) - Machine Messiah (2017) - Quadra (2020) |  | - Outface - Friendly Green (1992) - Pitboss 2000 - Booty Crew (2000) - Musica Diablo - Musica Diablo (2010) |

## Filmografia
- Get Thrashed (jako on sam, 2006, film dokumentalny, reżyseria: Rick Ernst)[5]
- Iron Maiden: Flight 666 (jako on sam, 2009, film dokumentalny, reżyseria: Scot McFadyen, Sam Dunn)
- Full Metal Cruise (jako on sam, 2013, film dokumentalny, reżyseria: Sara Kelly-Husain)